# Stay on the Streets
Albums de Mr. Criminal
Sounds of Crime Ryder Muzic
Stay on the Streets est le quatrième album studio de Mr. Criminal, sorti le 4 juillet 2006.

## Liste des titres
| No  | Titre                                           | Contient un (des) sample(s) de                 | Durée |
| --- | ----------------------------------------------- | ---------------------------------------------- | ----- |
| 1.  | Hi Power Rollcall (featuring Hi Power Soldiers) |                                                | 5:23  |
| 2.  | Fuck Em All                                     |                                                | 4:20  |
| 3.  | From the 216 to the 213 (featuring)             |                                                | 4:05  |
| 4.  | Nothin Like Cali Rollin                         |                                                | 3:57  |
| 5.  | Get Your Blaze On                               |                                                | 3:55  |
| 6.  | Welcome to California                           | Halloween Theme - Main Title de John Carpenter | 3:58  |
| 7.  | Skit                                            |                                                | 0:09  |
| 8.  | We Riden (featuring Bizzy Bone)                 |                                                | 3:40  |
| 9.  | Skit (Phone Calls)                              |                                                | 0:50  |
| 10. | California Blows My Mind (featuring Dominator)  |                                                | 3:39  |
| 11. | I'm Lowriden                                    |                                                | 3:44  |
| 12. | My Definition of a Rider (featuring Lil Cuete)  |                                                | 2:44  |
| 13. | Stop Bitchin (featuring Spider Loc)             |                                                | 3:37  |
| 14. | Cuz I'm a Rider                                 |                                                | 3:54  |
| 15. | Come and Ride With Me (featuring K.O.)          |                                                | 4:17  |
| 16. | The Streets Miss You                            |                                                | 5:03  |
| 17. | Criminals Gonna Ride Tonight                    |                                                | 4:18  |
| 18. | Step Your Game Up                               |                                                | 3:59  |
| 19. | The Real Interview                              |                                                | 3:48  |